# Verwestersing

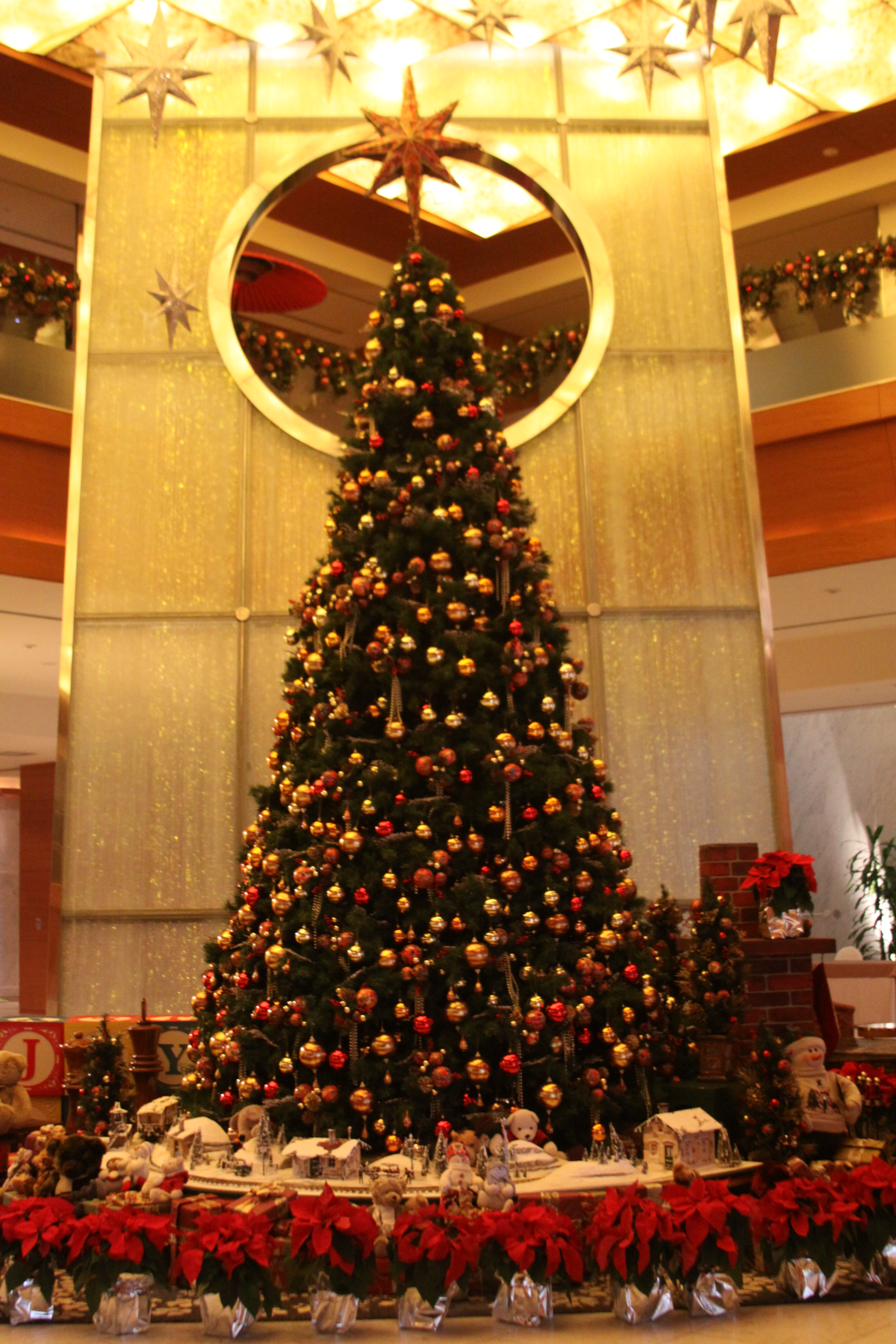
De kerstboom, een westers-christelijke traditie, verbonden met Kerstmis, hier opgezet in Kyoto, Japan.

Verwestersing of verwestering is een proces waarbij de maatschappij in een land of regio onder invloed komt van de westerse cultuur, waarden of ideeën.

## Beschrijving
Verwestersing vindt zijn oorsprong in het oude Griekenland. Later nam het Romeinse rijk het eerste proces van verwestersing over, omdat het sterk werd beïnvloed door Griekenland. Het creëerde een nieuwe cultuur gebaseerd op de principes en waarden van de oude Griekse samenleving. De Romeinen ontwikkelden een cultuur die uitgroeide tot een nieuwe westerse identiteit gebaseerd op de Grieks-Romeinse samenleving.
Verwestersing heeft de afgelopen eeuwen een groeiende invloed gehad over de hele wereld. Het algemene proces van verwestersing is vaak tweezijdig, in de zin dat westerse invloeden invloed hebben op de getroffen samenleving, terwijl westerse samenlevingen op hun beurt weer worden beïnvloed door de omgang met niet-westerse groepen.
'Westers' is een breed containerbegrip zonder vaste definitie, waaronder elementen als kapitalisme, globalisering, neokolonialisme, de consumptiemaatschappij, moraal, industrialisering, mensenrechten, secularisme en democratie kan worden verstaan.
Specifiek voor verwestersing en de niet-westerse cultuur is dat buitenlandse samenlevingen de neiging hebben om westerse ideeën en gebruiken in hun sociale systemen over te nemen, zoals levensstijl, uiterlijk, mode en idealen. Wanneer de gemeenschap gewend raakt aan deze westerse gewoonten en kenmerken is deze verwesterd.

## Historisch
Het proces van verwestersing kan worden onderverdeeld in vier hoofdfasen:
- Van het einde van de vijftiende eeuw tot het midden van de twintigste, het tijdperk van het kolonialisme, toen verschillende West-Europese landen hun soevereiniteit over gebieden op andere continenten uitbreidden, zowel om er de christelijke religie te verspreiden als om het land uit te buiten voor economisch gewin. Het verval van deze periode begon in 1947, met de dekolonisatie van India.
- Aan het einde van de Tweede Wereldoorlog, toen de Verenigde Staten 's werelds grootste industriële macht werden, werd het concept van verwestering nauw verbonden met dat van Amerikanisering en Amerikaans imperialisme.
- Aan het einde van de 20e eeuw, met de ineenstorting van de communistische ideologie (de toetreding van China tot de markteconomie, gevolgd door het uiteenvallen van de USSR) en de verspreiding van het kapitalisme over de hele wereld, werd het concept gekoppeld aan dat van de globalisering.
- Aan het begin van de 21e eeuw, vooral sinds de aanslagen van 11 september 2001 en de "antiwesterse" reacties in bepaalde moslimlanden (Afghanistan, Pakistan, enz.), wordt het vaak geassocieerd met het idee van een "botsing van beschavingen", een uitdrukking die ontleend is aan de titel van een boek dat in 1996 in de Verenigde Staten werd gepubliceerd en die vaak door de massamedia wordt verspreid.